# Saskia Noort
Saskia Noort (Bergen, 13 d'abril de 1967) és una escriptora i periodista neerlandesa, especialitzada en novel·la policíaca.
Ha escrit articles per a les edicions neerlandeses de Marie Claire i Playboy així com ha publicat tres novel·les, The Dinner Club que està editada en anglès de l'any 2007 per Bitter Lemon Press i va ser traduït per Paul Vincent.
El seu tercer llibre, Nieuwe buren, va estar llançat al maig del 2006 als Països Baixos i va ser un gran èxit de vendes. Els drets han estat venuts a Anglaterra. Hi ha hagut un quart llibre Fever de l'any 2011.

## Obres
- Fever (2011)
- Nieuwe buren (2006)
- The Dinner Club (2004)
- Back to the Coast (2003)